# 中国佛教

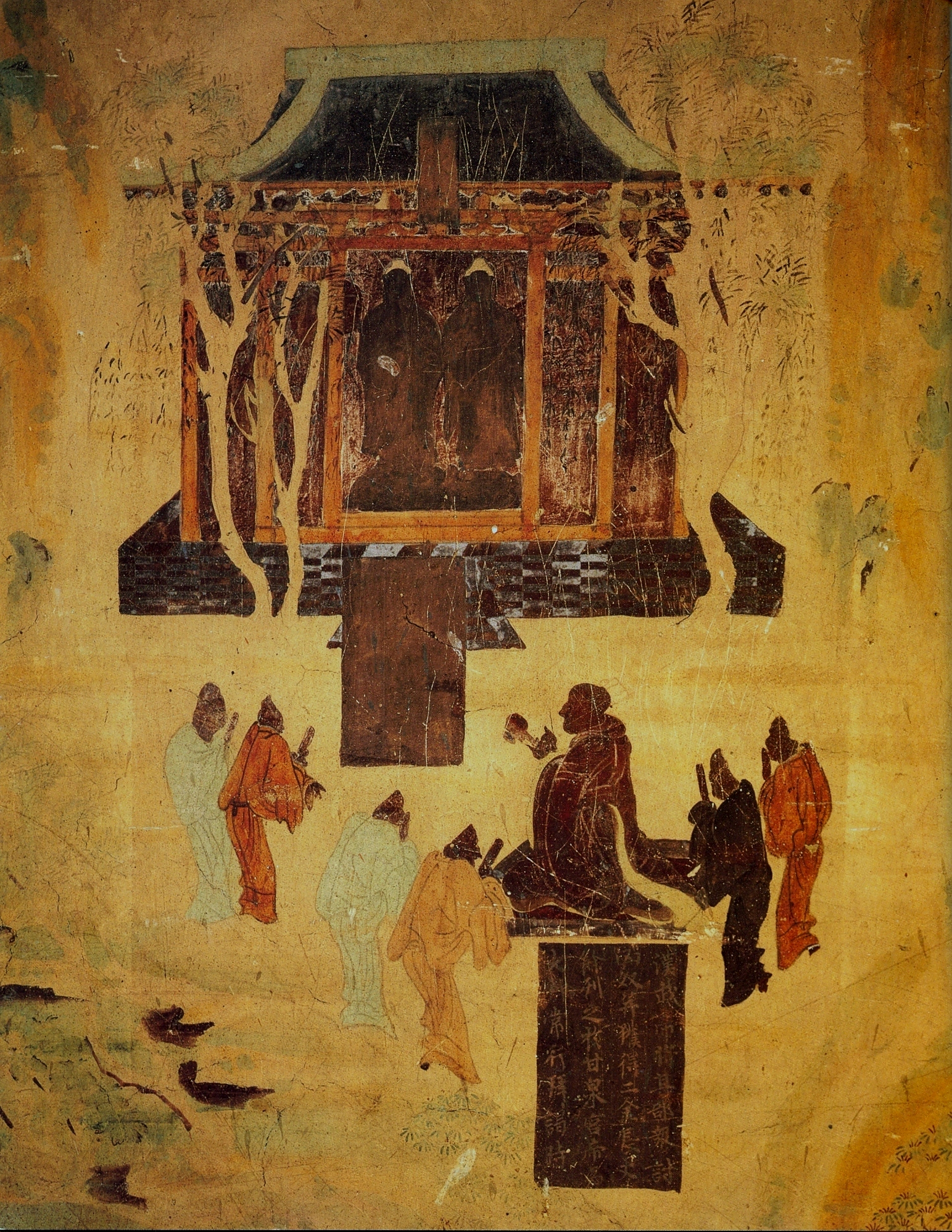
敦煌莫高窟內依漢武帝拜佛像的傳說而繪製的壁畫

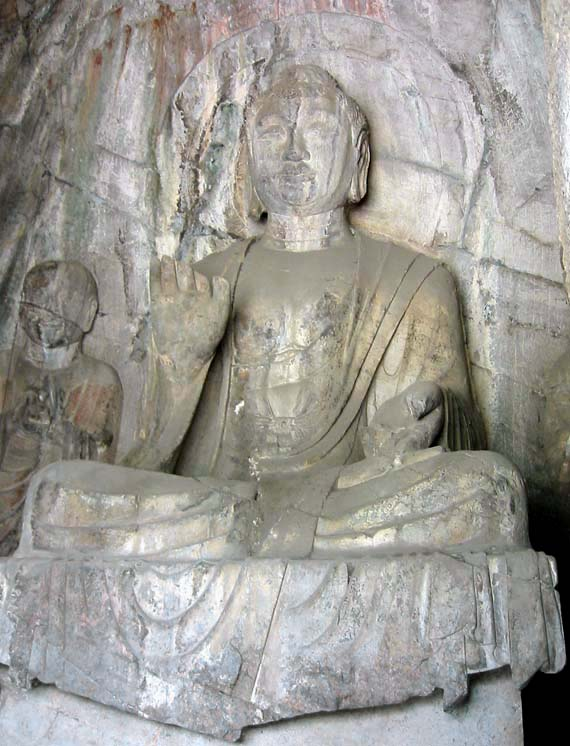
龙门石窟的一个唐朝阿弥陀佛像。

中国佛教是指在中國传承和发展的佛教，迄今已有2000余年历史。佛教传入中国最早具体是哪年尚无定论，一般认为公元前后两汉之际，比较著名的是汉明帝时期（公元64年）在河南洛阳建立白马寺，最早佛经之一《四十二章经》就是那时翻译的。现代中国佛教主要有汉传佛教、藏传佛教和南传佛教三大派别。中国佛教是一个地理位置上和行政区域上的概念，而不是一个佛教宗派。

## 中国佛教的传流
佛教产生于公元前6-5世纪的古代印度，由释迦牟尼佛，悉达多·乔达摩创立。后来佛教传遍印度次大陆，更传播到其他大陆。印度佛教随着时代变化，佛教徒对教义理解开始不一，早期佛教（也称原始佛教）分为上座部和大众部。

### 汉传佛教

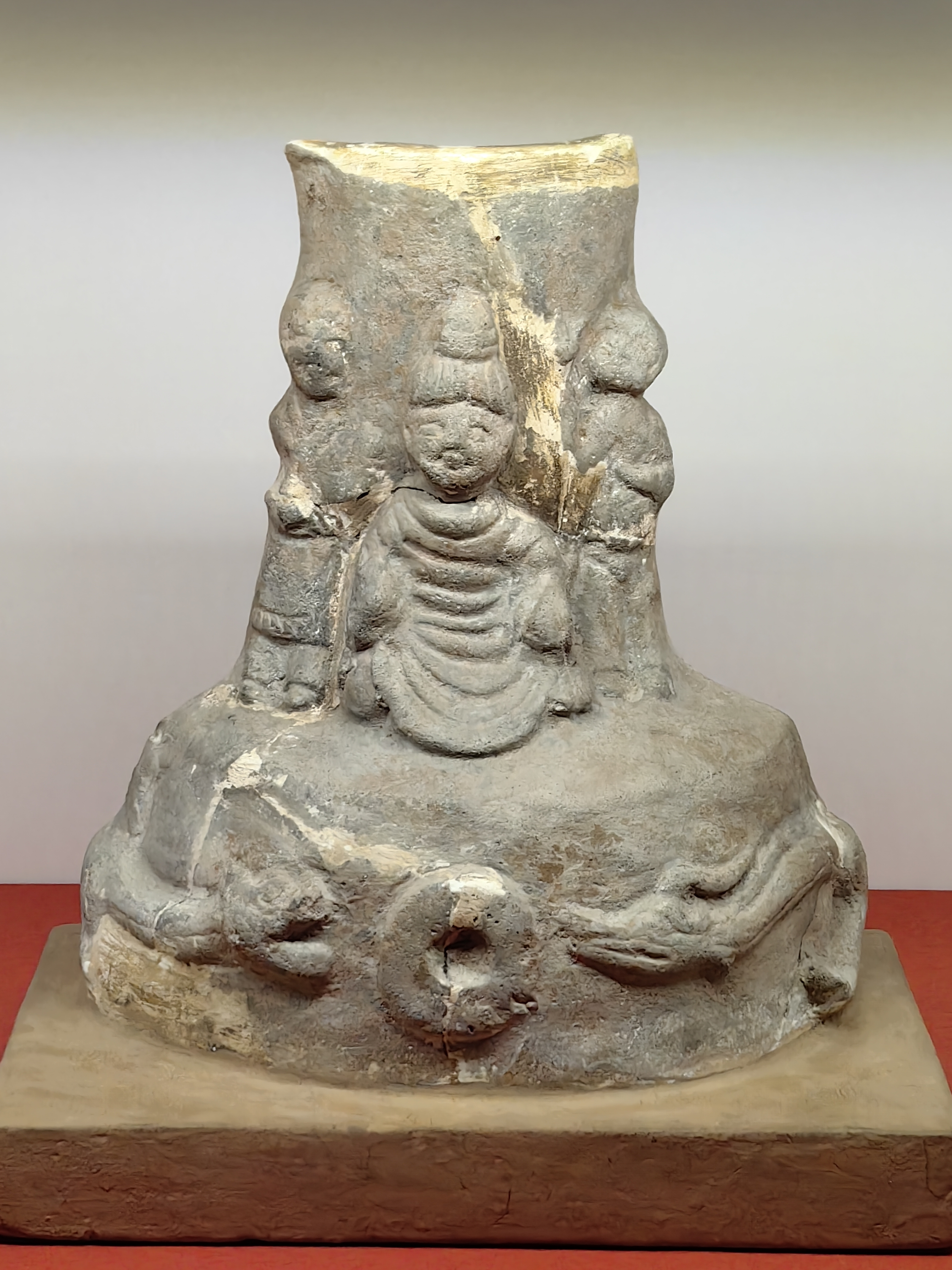
佛像插座，东汉

佛教传入中国大约是西汉时期，有“伊存授经”“永平求法”等说法。西汉哀帝元寿元年（公元前2年）博士弟子景卢出使大月氏，其王使人口授《浮屠经》。东汉永平七年（64年），汉明帝夢見金人，於是派人去西域，永平十年（公元67年）迎来迦叶摩腾与竺法兰两位高僧，并且带来了许多佛像和佛经，用白马驮回首都洛阳，皇帝命人修建房屋供其居住（也在皇帝当时做太子时读书的地方），翻译《四十二章經》，也就是现在的白马寺。因此，在中國佛教史上，多以汉明帝永平十年作为佛教传入之年，白马寺成为中国第一座佛寺，《四十二章经》也成为中国第一部汉译佛经。从东汉经过南北朝时期，佛教发展迅速。隋唐进入鼎盛。
佛教从印度大陆往世界传播大致分为两支，南传东南亚，北传中国及朝鲜、日本和越南等地。历史上，汉传佛教同时受到北传佛教与南传佛教的影响，但以北传佛教的影响力较大，南传佛教只在云南等地流传。汉传佛教的影响力伴随中国势力传播到朝鲜半岛，日本与越南等地，并且影响了后世的藏传佛教。实质上汉传佛教可以说是形塑大乘佛教面貌的主要力量之一，但有别于藏传佛教之显密并重，汉传佛教的宗派以显宗为多，另外尽管汉传佛教以大乘佛教为主，当年经西域传入中原地区的佛教也包括了流传远不如大乘佛教广泛的小乘佛教。

### 藏传佛教
7世纪左右，佛教传入青藏高原。藏傳佛教始於松贊干布時期，由毗俱底公主自尼泊爾和唐朝文成公主自中原將佛教傳入西藏。在赤松德贊時期，印度佛教僧侶寂護將印度佛教及隨瑜伽行自續派傳入西藏。蓮花生大師來到西藏，制伏本地原始苯教，同時也接受了部分苯教內容，逐漸建立了密教的基礎。藏傳佛教經過朗達瑪滅佛運動的破壞後重新振興，並逐漸形成宁玛派（俗称红教）、萨迦派（俗称花教）、噶举派（俗称白教）等，后扩展到蒙古等地，信众包括藏族、蒙古族、裕固族、门巴族、珞巴族、土族。

### 南传佛教
由古印度向南方傳播的南传佛教于公元前3世紀已由孔雀王朝傳入錫蘭，11世紀傳至緬甸阿努羅陀王朝，其勢力使南傳佛教滲入暹羅北部和中部地區。經過錫蘭於12世紀傳致暹羅。14世紀中葉老撾國王法昂娶柬埔寨吳哥王的女兒為妻並引入南传佛教，從而傳播遍布於整個湄公河流域。南傳上座部佛教有史料可征的約在7世紀中由緬甸傳入中國雲南地區。最初經典只口耳相傳。約在11世紀前後，泰潤文書寫的佛經經緬甸傳入西雙版納，至南宋景炎二年傣文創製後始有刻寫貝葉經文。現在雲南地區上座部佛教以傣族地區爲代表，可分為潤、擺庄、多列、左祗四派。

## 不同佛教教理在中国的传播

### 大乘佛教
大乘佛教大約是公元1世紀左右從古印度部派佛教中的大眾部發展出來的，其教理有較大的發展。大乘佛教認為自己的教法是廣度眾生的大舟，而以往的其他所有佛教宗派只能滿足於自我解脫，因此稱自己這一派為「大乘」，而所有上座部與大眾部教派都被他們稱為「小乘」。地理位置上劃分的漢傳佛教與藏傳佛教被笼统地划分为大乘佛教，尽管漢傳佛教其实也包括了小乘佛教的宗派。

### 上座部佛教
上座部佛教即为按地理位置上劃分的南傳佛教，也即为被大乘佛教徒称之为的小乘佛教。上座部佛教并不接受“小乘”之称谓，而自称上座部佛教。南傳佛教传入中国的上座部佛教仅限于雲南地區，以傣族地區爲代表，并不包括在汉传佛教中。

### 小乘佛教
尽管南傳佛教传入中国的上座部佛教并不被包括在汉传佛教中，但自西域传入中原的汉传佛教自身也存有被称为小乘佛教的上座部佛教：俱舍宗和成實宗。因为历史原因，这两个宗派今天仍然被称为小乘。

### 顯教與密教
顯教與密教并不是佛教教理的区分，而是修行方法和传授方式的区分。大乘佛教發展到後期，吸收了印度傳統的婆羅門教的一些理論和方法，發展出密乘。這一派認為其他教法都是如來的「方便」說法，而本派的教法是如來所宣的「真實密意」，不可輕易示人，需秘密傳授，因此稱本派為「密教」，稱所有其他宗派為「顯教」。藏傳佛教尽管顯密双修，但被认为是今天密教的主流。汉传佛教以顯教为主，但也包括了密教宗派。